# New York Dolls
A New York Dolls egy 1971-ben alakult amerikai rockegyüttes volt, a korai punk egyik első képviselője. Az 1970-es években kiadott lemezeiket manapság kultikus alkotásként, stílusteremtőként tartják számon, annak ellenére, hogy a maguk idejében sikertelenek voltak. 1977-ben feloszlottak, majd 2004–2011 között ismét együtt játszottak.

## Pályafutásuk
Az együttes 1971-ben alakult meg David Johansen énekessel, Johnny Thunders és Rick Rivets gitárosokkal, Arthur Kane basszusgitárossal, és Billy Murcia dobossal. Korábban mindegyikük New York-i együttesekben zenélt. 1972-ben Murcia helyét Jerry Nolan vette át (miután Murcia kábítószer-túladagolásban meghalt), Rivets helyét pedig Syl Sylvain.
1972-ben szerződést kötöttek a Mercury Recordsszal, és 1973 nyarán kiadták New York Dolls című nagylemezüket. Bár kritikai fogadtatása nagyon kedvező volt, kereskedelmileg nem lett sikeres. Második albumuk, az 1974-es Too Much Too Soon is népszerűtlen volt, és a Mercury Records felbontotta a szerződést. Mivel nem sikerült más kiadót találjanak, a tagok elhagyták az együttest, és 1977-ben hivatalosan is feloszlottak.
A következő évtizedekben a tagok szólókarriert folytattak, vagy pedig együttesekben zenéltek. Thunders és Nolan 1991-ben, Kane pedig 2004-ben elhunyt.
2004-ben Johansen és Sylvain újraalakította a New York Dollst, hozzájuk Steve Conte gitáros, Sami Yaffa basszusgitáros, Brian Delaney dobos és Brian Koonin billentyűs csatlakozott. Három új nagylemezt adtak ki, majd 2011-ben ismét feloszlottak.
A New York Doll utolsó élő tagja, David Johansen 75 éves korában, 2025-ben hunyt el.

## Diszkográfia
Stúdióalbumok
- New York Dolls (1973)
- Too Much Too Soon (1974)
- One Day It Will Please Us to Remember Even This (2006)
- Cause I Sez So (2009)
- Dancing Backwards in High Heels (2011)

Ezeken kívül öt demóalbum, hét koncertalbum, és több válogatáslemez is született a dalokból.